# حمیدآباد (نیشابور)
حمیدآباد (نیشابور)، روستایی از توابع بخش مرکزی شهرستان نیشابور در استان خراسان رضوی ایران است. این روستا و روستای فوشنجان در کنار یکدیگر قرار گرفته‌اند. این روستا در چند سال اخیر دارای رشد چشمگیری شده و چندین رستوران و کافه گردشگری لوکس در تقاطع اصلی آن که جاده بوژان را به جاده کشوری ۴۴ متصل می‌کند گشایش یافته.

## جمعیت
این روستا در دهستان فضل قرار دارد و بر اساس سرشماری مرکز آمار ایران در سال ۱۳۸۵، جمعیت آن ۷۱۱ نفر (۲۰۱خانوار) بوده‌است.